# Sierra de la Culebra
La sierra de la Culebra es un conjunto montañoso español ubicado en el noroeste de la provincia de Zamora y de la comunidad autónoma de Castilla y León.
Su configuración longitudinal hace que abarque parte de las comarcas zamoranas de Sanabria, Carballeda, Aliste y Tábara, limitando al oeste con la vecina Trás-os-Montes de Portugal. En total incluye un extenso territorio de aproximadamente 70 000 ha, de las que 61 305 ha han sido declaradas Lugar de Importancia Comunitaria (LIC) y 67 340 ha han sido declaradas Reserva Regional de Caza. Además, desde la promulgación de la «Ley 8/1991, de 10 de mayo, de Espacios Naturales de la Comunidad de Castilla y León», esta sierra es uno de los espacios naturales protegidos por la citada comunidad autónoma, estando aún pendiente de definir la que será su definitiva figura de protección. En los últimos años se ha debatido la propuesta de que esta sierra sea declarada parque natural, medida a la que se han opuesto los vecinos de los municipios afectados por considerarla perjudicial para sus intereses económicos.
En el ámbito internacional, esta sierra es conocida por albergar una de las joyas faunísticas y emblema de la lucha conservacionista, el lobo ibérico. El vasto espacio que ocupa permite viajar durante días por amplios espacios naturales sin presencia humana. Es uno de los mejores lugares para el avistamiento de la fauna salvaje en España, la contemplación de paisajes agrestes o la vivencia de manifestaciones etnográficas únicas o ya desaparecidas en otros rincones del territorio nacional. Esta sierra es por tanto un lugar único en el que disfrutar del senderismo, del cicloturismo o simplemente del turismo. Cada época del año ofrece una perspectiva singular de su naturaleza, en especial el otoño en el que se puede disfrutar con el cromatismo de un paisaje cambiante y de los frutos silvestres de la época (castañas y setas), que pueden ser degustados junto con otros manjares de esta tierra en los platos de la variada gastronomía local.
La denominación de esta sierra pudo derivar de su forma ondulante, semejante a la del ofidio que da su nombre, aunque también se opina que su nombre pudo provenir de una antigua existencia de colonias de culebras (culebra bastarda, víbora hocicuda y culebra lisa europea). Lo cierto es que la morfología de esta serranía, de unos 65 km de largo, está formada por una serie de sierras (Atalaya, Cavernas, Mujer Muerta, Sesnández, Valcuevo, Roldana o Cantadores) que se extienden longitudinalmente de forma sucesiva. Otra de sus características propias es que sus cumbres apenas sobrepasan los mil metros de altura, siendo Peña Mira (1241 m), Miño Cuevo (1207 m) y Peña Castillo (1185 m) las de mayor altitud.

## Geografía física

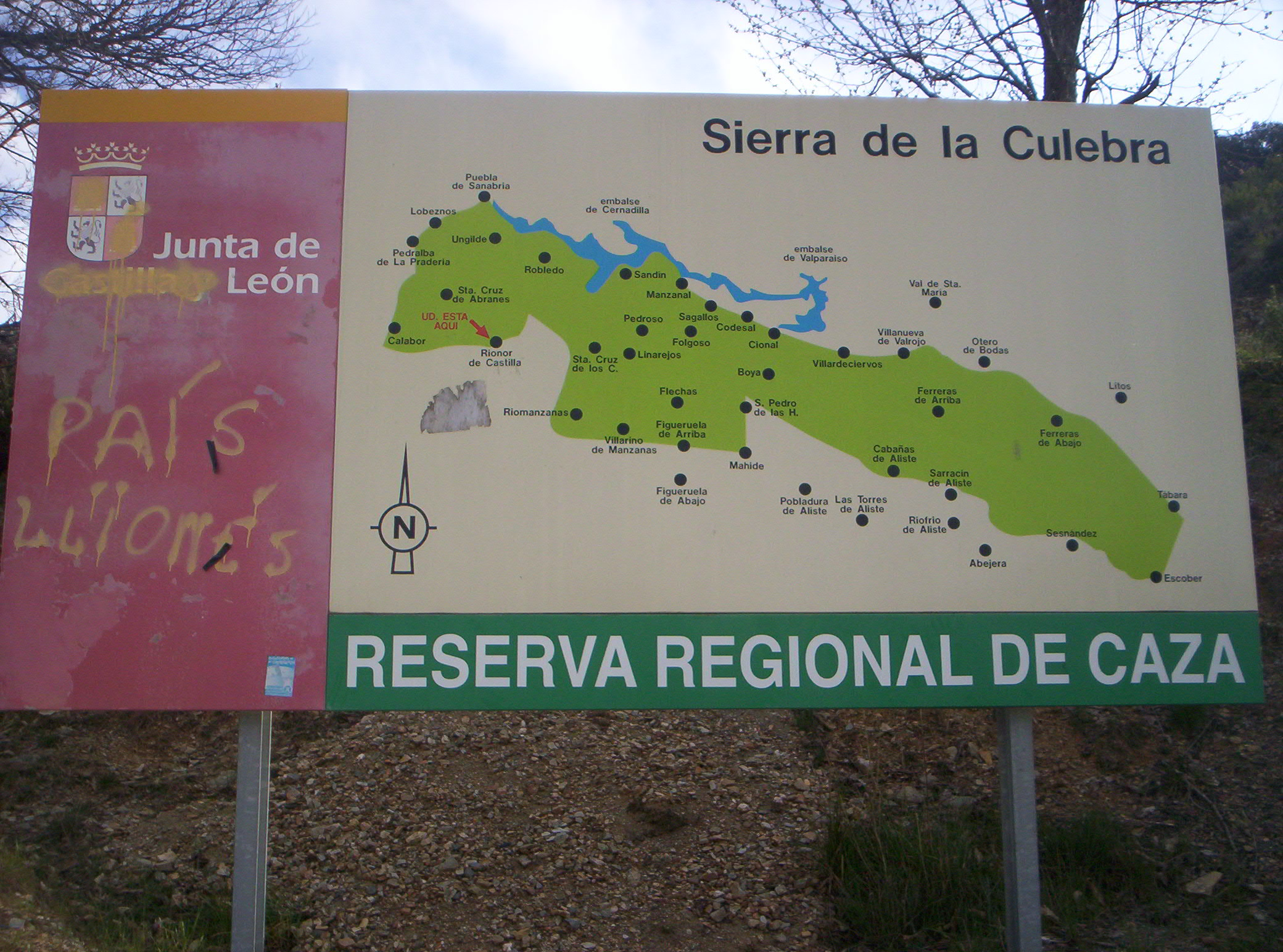
Panel informativo de la reserva regional de caza de la Sierra de la Culebra en el que se identifican las localidades que conforman este espacio protegido.

### Ubicación
Se encuentra situada al noroeste de la provincia de Zamora, ocupando parcialmente las comarcas de Aliste, Tábara, Carballeda y Sanabria, aunque tiene continuación en la sierra portuguesa de Montesinho, en la región histórica de Trás-os-Montes.
La Junta de Castilla y León, tras la publicación de la orden de iniciación del plan de ordenación de los recursos naturales del espacio natural de la sierra de la Culebra, ha circunscrito la protección al espacio territorial incluido en la siguiente delimitación geográfica:
- Límite norte: río Tera, desde Puebla de Sanabria hasta Manzanal de Arriba y carretera de Manzanal-Villardeciervos-Ventas de Villanueva de Valrojo.
- Límite este: carretera nacional 631, desde las Ventas de Villanueva de Valrojo a Tábara.
- Límite sur: desde el punto en que el río Manzanas inicia su tramo internacional se sigue por la carretera de Villarino-Figueruela de Arriba-Mahíde. Se continúa por la carretera de Mahíde a San Pedro de las Herrerías, alcanzando el trazado del ferrocarril Orense-Zamora, por el que se sigue hasta encontrar el camino de Riofrío de Aliste a Sesnández de Tábara, cerrándose con el arroyo de Moratones y la carretera de Escober de Tábara-Tábara.
- Límite oeste: carretera comarcal 622, de Puebla de Sanabria a Calabor y límite fronterizo con Portugal.

Con esta delimitación, los municipios integrados en este espacio natural son: Ferreras de Abajo, Ferreras de Arriba, Ferreruela, Figueruela de Arriba, Mahíde, Manzanal de Arriba, Otero de Bodas, Pedralba de la Pradería, Puebla de Sanabria, Riofrío de Aliste, Tábara y Villardeciervos.

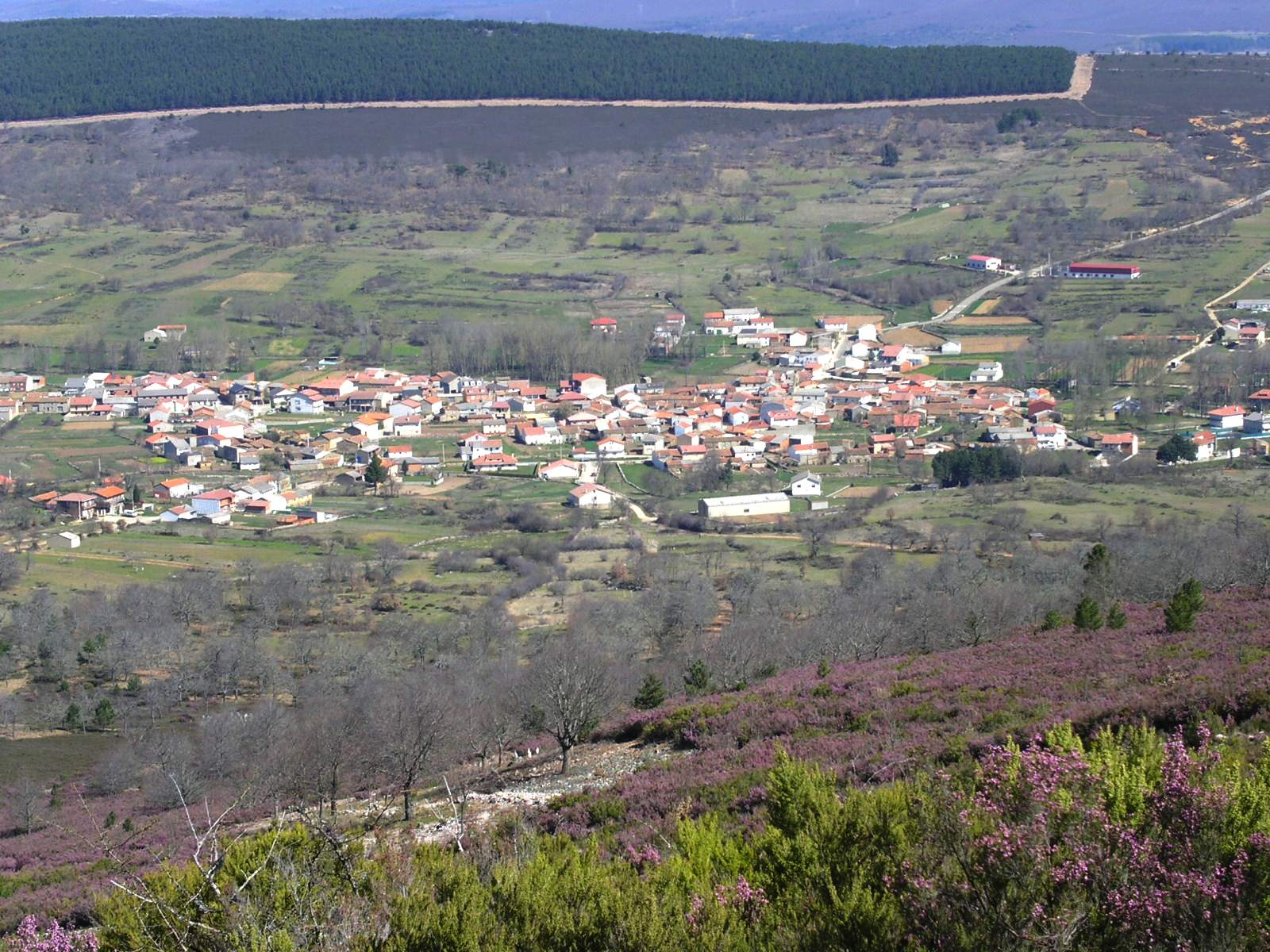
Panorámica del término municipal de Ferreras de Arriba. Al fondo la sierra de la Culebra, con dos partes claramente diferenciadas: a la izquierda la mancha originada por la repoblación de coníferas y a la derecha la zona boscosa formada por especies autóctonas, principalmente de robles.

### Orografía
La sierra ocupa una superficie aproximada de 70 000 ha y está formada por montañas de relieve suave y redondeado, con una altitud media de en torno a los 1000 m s. n. m. y una altitud máxima de 1241 m sobre el nivel del mar en Peña Mira con un paisaje en su mayor parte tapizado por pinar y brezal. Su primer tramo se llama «sierra de la Atalaya», localizada al sur de Puebla de Sanabria, extendiéndose en dirección oeste-noroeste y este-sureste por una serie de picos de escasa altitud hasta llegar a Peña Mira, donde se bifurca, continuando hacia el sur en la llamada «Sierra Baja», y en la dirección mencionada hasta la «Sierra de Sesnández», la cual se hundirá bajo los terrenos sedimentarios de la meseta norte a unos 700-800 m de altitud. Algunas de las ramas en las que se divide son la sierra de las Cavernas, sierra de las Carbas y la sierra de Cantadores. Paralela a esta cadena principal se desarrolla otra secundaria que finaliza en las cercanías de Otero de Bodas.
Las culminaciones están constituidas por cuarcitas del Ordovícico Inferior, mientras que los sectores deprimidos están labrados en materiales pizarrosos también ordovícicos. Estas sierras formadas por cuarcitas ordovícicas plegadas en anticlinorios con rumbos noroeste-sureste, y con fuertes buzamientos corresponden a la orogenia hercínica. Las cuarcitas de las sierras aparecen muy diaclasadas y afectadas, en ocasiones, por fallas importantes. En las laderas de los escarpes cuarcíticos, se acumulan depósitos tipo piedemonte y coluviones de Período Cuaternario, a veces de grandes dimensiones, producidos por la erosión de los abruptos relieves.
Los aspectos hidrológicos corresponden a los de típicas zonas de montaña, con relieve abrupto y fuertes pendientes. Sólo existen torrenteras y pequeños cursos de agua en los que predominan las características erosivas, con fuerte escorrentía superficial. En función de estas características, se localizan los nacimientos de algunos ríos cuyo máximo desarrollo se alcanza en los valles adyacentes a la sierra como es el caso del río Aliste.
Las máximas cotas de esta sierra se encuentran en Miño Cuevo (1211 m), en el término municipal de Ferreras de Arriba, y Peña Mira (1241 m), entre los términos de Figueruela de Arriba y Manzanal de Arriba

### Hidrografía

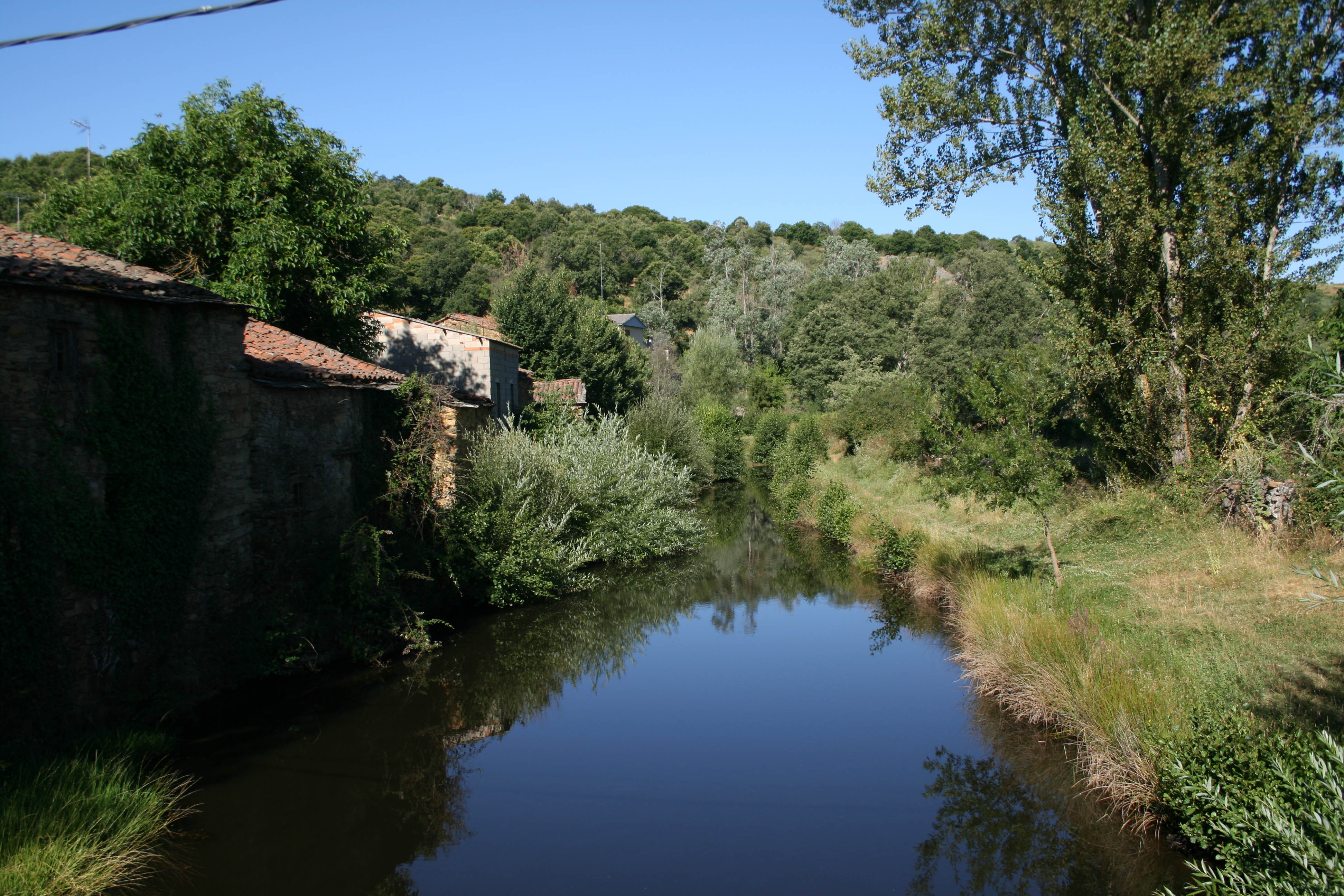
Vista del río Aliste a su paso por Pobladura de Aliste, una de las localidades pertenecientes a este espacio natural protegido.

La extensa red de ríos y arroyos que atraviesan la sierra pertenece a la cuenca del Duero. Algunos de ellos han originado profundos valles, como es el caso del arroyo Cabrón, que desciende desde Peña Mira, o el río Manzanas, que en su tramo inicial da lugar al valle de los Infiernos (cerca de Santa Cruz de los Cuérragos) y que durante su recorrido, en uno de sus tramos, hace frontera con Portugal.
El río principal es el Aliste que tiene su origen en la Portilla de San Pedro, próxima a San Pedro de las Herrerías. En su vertiente norte destaca el río Valdaya, que nace en Pedroso de la Carballeda y desemboca en el río Tera, ya en el embalse de Valparaíso, cerca de la localidad de Cional. En su vertiente sur discurre paralelo a la sierra recibiendo innumerables arroyos que también nacen en las laderas de la montaña, como el arroyo de Riofrío o el Espinoso.
Otros ríos principales son el Castrón (Ferreras de Arriba) y el Moratones (Escober de Tábara), aunque ambos son de carácter estacional, por lo que permanecen secos durante buena parte del verano.

### Clima
El clima de la zona es mediterráneo continentalizado, caracterizado por inviernos fríos y largos, con temperaturas medias inferiores a 10 °C durante al menos medio año, en los que son frecuentes las heladas y, en menor medida, las nieblas. Los veranos, por lo general, son cortos y cálidos, con temperaturas medias que rondan los 20 °C y con notable amplitud térmica entre el día y la noche.
A pesar de estos datos medios, hay que destacar una marcada diferencia entre el noroeste de la sierra, en la comarca de Sanabria, con un clima más frío y lluvioso, y el sureste de la sierra, donde las temperaturas aumentan y la pluviosidad disminuye. A continuación se muestran las temperaturas y la pluviosidad media de Puebla de Sanabria y Villardeciervos, dos municipios de la Sierra que cuentan con sendos observatorios meteorológicos. Las cabeceras de ambos municipios se encuentran separadas por poco más de 30 km en línea recta. Sin embargo, las mediciones de sus observatorios arrojan cifras bastante diferentes, de forma que entre ellas hay una diferencia media anual de casi 2,5 °C en temperatura y más de 200 mm en precipitaciones.
| Parámetros climáticos promedio de Puebla de Sanabria en el periodo 1961-2003 | Parámetros climáticos promedio de Puebla de Sanabria en el periodo 1961-2003 | Parámetros climáticos promedio de Puebla de Sanabria en el periodo 1961-2003 | Parámetros climáticos promedio de Puebla de Sanabria en el periodo 1961-2003 | Parámetros climáticos promedio de Puebla de Sanabria en el periodo 1961-2003 | Parámetros climáticos promedio de Puebla de Sanabria en el periodo 1961-2003 | Parámetros climáticos promedio de Puebla de Sanabria en el periodo 1961-2003 | Parámetros climáticos promedio de Puebla de Sanabria en el periodo 1961-2003 | Parámetros climáticos promedio de Puebla de Sanabria en el periodo 1961-2003 | Parámetros climáticos promedio de Puebla de Sanabria en el periodo 1961-2003 | Parámetros climáticos promedio de Puebla de Sanabria en el periodo 1961-2003 | Parámetros climáticos promedio de Puebla de Sanabria en el periodo 1961-2003 | Parámetros climáticos promedio de Puebla de Sanabria en el periodo 1961-2003 | Parámetros climáticos promedio de Puebla de Sanabria en el periodo 1961-2003 |
| Mes | Ene.                                                                         | Feb.                                                                         | Mar.                                                                         | Abr.                                                                         | May.                                                                         | Jun.                                                                         | Jul.                                                                         | Ago.                                                                         | Sep.                                                                         | Oct.                                                                         | Nov.                                                                         | Dic.                                                                         | Anual                                                                        |
| --- | ---------------------------------------------------------------------------- | ---------------------------------------------------------------------------- | ---------------------------------------------------------------------------- | ---------------------------------------------------------------------------- | ---------------------------------------------------------------------------- | ---------------------------------------------------------------------------- | ---------------------------------------------------------------------------- | ---------------------------------------------------------------------------- | ---------------------------------------------------------------------------- | ---------------------------------------------------------------------------- | ---------------------------------------------------------------------------- | ---------------------------------------------------------------------------- | ---------------------------------------------------------------------------- |
| Temp. media (°C) | 0.8                                                                          | 2.0                                                                          | 4.2                                                                          | 6.0                                                                          | 9.7                                                                          | 13.4                                                                         | 16.8                                                                         | 16.4                                                                         | 13.5                                                                         | 8.3                                                                          | 4.1                                                                          | 1.2                                                                          | 8.1                                                                          |
| Precipitación total (mm) | 149.9                                                                        | 115.2                                                                        | 82.9                                                                         | 88.0                                                                         | 81.9                                                                         | 41.5                                                                         | 29.8                                                                         | 29.4                                                                         | 63.1                                                                         | 119.8                                                                        | 126.7                                                                        | 145.7                                                                        | 1073.9                                                                       |
| Fuente: Ministerio de Agricultura, Alimentación y Medio Ambiente. Datos de precipitación para el periodo 1961-1979 y de temperatura para el periodo 1961-2003 en Puebla de Sanabria 2012-10-11 |                                                                              |                                                                              |                                                                              |                                                                              |                                                                              |                                                                              |                                                                              |                                                                              |                                                                              |                                                                              |                                                                              |                                                                              |                                                                              |

| Parámetros climáticos promedio de Villardeciervos en el periodo 1966-2003                                                                            | Parámetros climáticos promedio de Villardeciervos en el periodo 1966-2003 | Parámetros climáticos promedio de Villardeciervos en el periodo 1966-2003 | Parámetros climáticos promedio de Villardeciervos en el periodo 1966-2003 | Parámetros climáticos promedio de Villardeciervos en el periodo 1966-2003 | Parámetros climáticos promedio de Villardeciervos en el periodo 1966-2003 | Parámetros climáticos promedio de Villardeciervos en el periodo 1966-2003 | Parámetros climáticos promedio de Villardeciervos en el periodo 1966-2003 | Parámetros climáticos promedio de Villardeciervos en el periodo 1966-2003 | Parámetros climáticos promedio de Villardeciervos en el periodo 1966-2003 | Parámetros climáticos promedio de Villardeciervos en el periodo 1966-2003 | Parámetros climáticos promedio de Villardeciervos en el periodo 1966-2003 | Parámetros climáticos promedio de Villardeciervos en el periodo 1966-2003 | Parámetros climáticos promedio de Villardeciervos en el periodo 1966-2003 |
| Mes | Ene.                                                                      | Feb.                                                                      | Mar.                                                                      | Abr.                                                                      | May.                                                                      | Jun.                                                                      | Jul.                                                                      | Ago.                                                                      | Sep.                                                                      | Oct.                                                                      | Nov.                                                                      | Dic.                                                                      | Anual                                                                     |
| --- | ------------------------------------------------------------------------- | ------------------------------------------------------------------------- | ------------------------------------------------------------------------- | ------------------------------------------------------------------------- | ------------------------------------------------------------------------- | ------------------------------------------------------------------------- | ------------------------------------------------------------------------- | ------------------------------------------------------------------------- | ------------------------------------------------------------------------- | ------------------------------------------------------------------------- | ------------------------------------------------------------------------- | ------------------------------------------------------------------------- | ------------------------------------------------------------------------- |
| Temp. media (°C) | 2.90                                                                      | 4.30                                                                      | 6.60                                                                      | 8.20                                                                      | 11.70                                                                     | 15.80                                                                     | 18.70                                                                     | 18.70                                                                     | 15.40                                                                     | 10.70                                                                     | 6.30                                                                      | 3.70                                                                      | 10.30                                                                     |
| Precipitación total (mm) | 111.10                                                                    | 81.80                                                                     | 59.30                                                                     | 72.40                                                                     | 77.40                                                                     | 46.60                                                                     | 16.30                                                                     | 17.40                                                                     | 44.10                                                                     | 90.10                                                                     | 91.30                                                                     | 110.60                                                                    | 818.40                                                                    |
| Fuente: Ministerio de Agricultura, Alimentación y Medio Ambiente. Datos de precipitación y temperatura para el periodo 1966-2003 en Villardeciervos. |                                                                           |                                                                           |                                                                           |                                                                           |                                                                           |                                                                           |                                                                           |                                                                           |                                                                           |                                                                           |                                                                           |                                                                           |                                                                           |

## Naturaleza

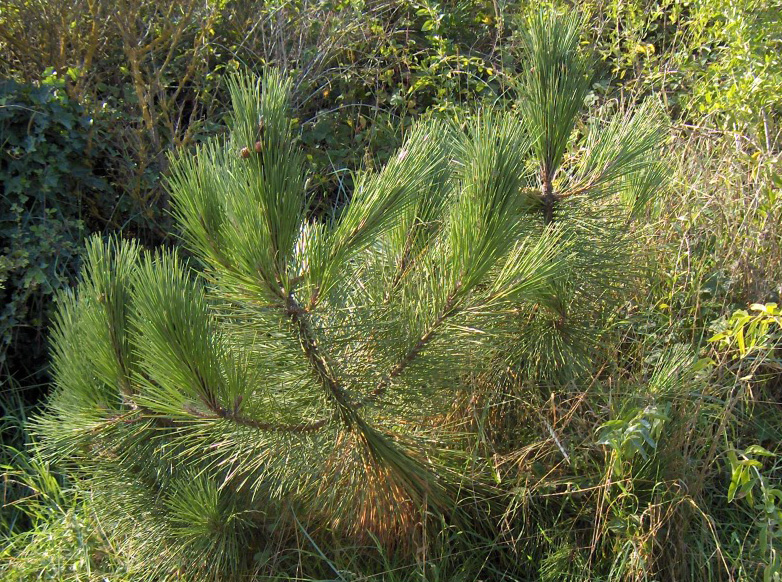
Follaje de un pino resinero o negral, la especie más utilizada en la repoblación de la sierra a mediados de los años 1950 y que comparte protagonismo con las especies autóctonas, principalmente con castaños y robles.

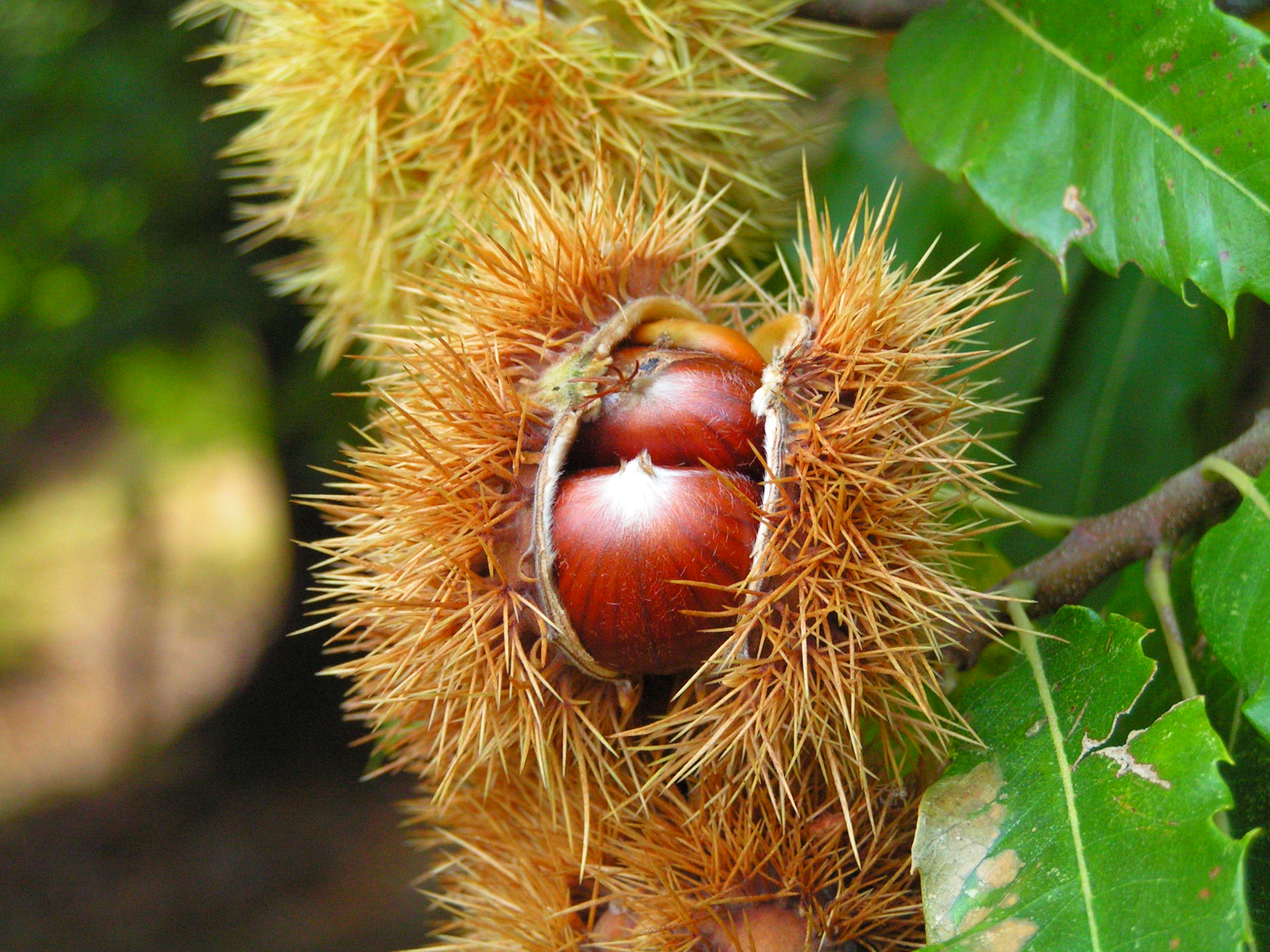
La castaña fue clave en la alimentación de la zona, habiéndose utilizado para producir un producto sustitutivo del pan que hoy está en desuso. En la actualidad, la fiesta del magosto sigue siendo una parte notable de la cultura tradicional serrana.

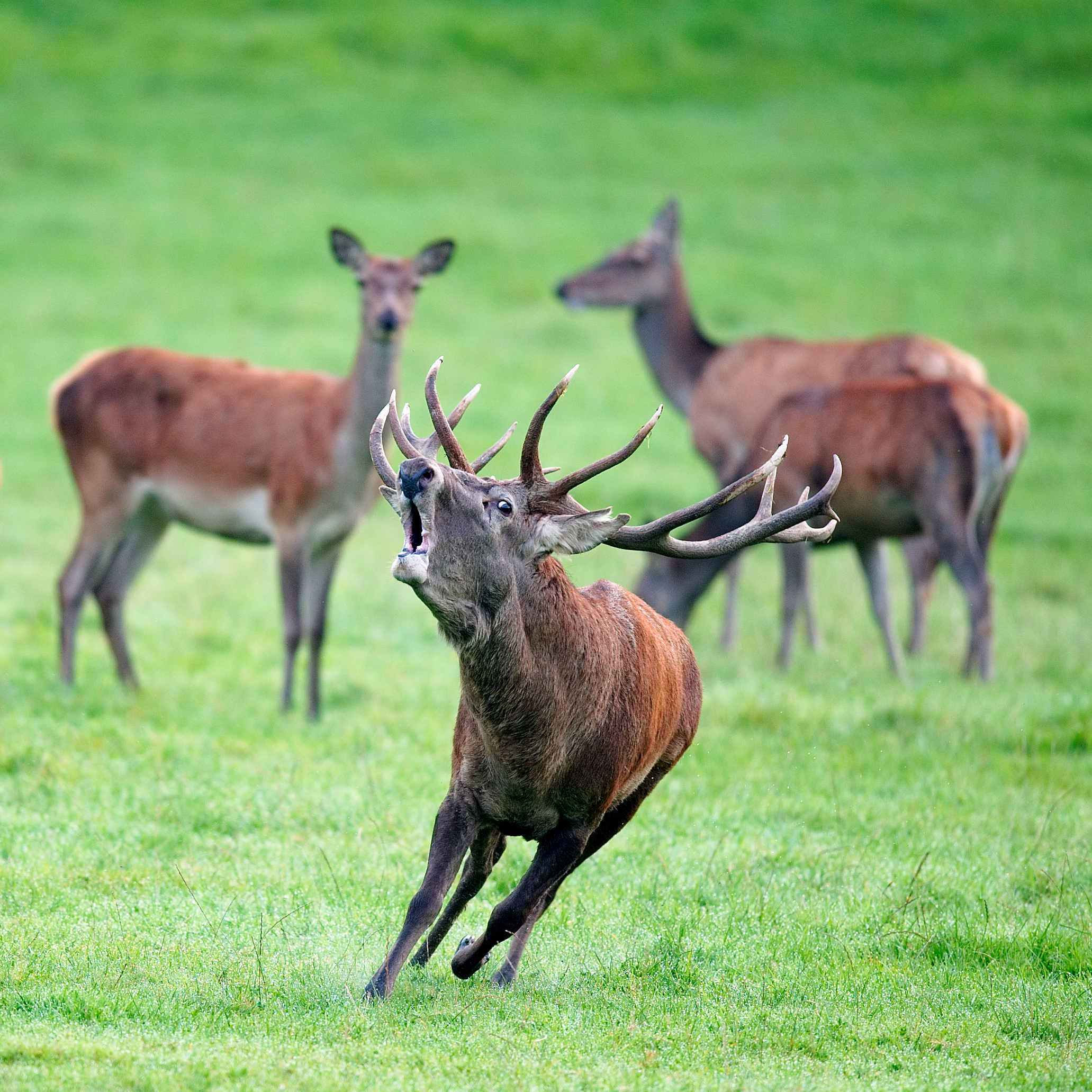
La berrea de los cérvidos en la época de celo —entre mediados de septiembre y principios de octubre— da lugar a uno de los más interesantes acontecimiento faunísticos de la sierra.

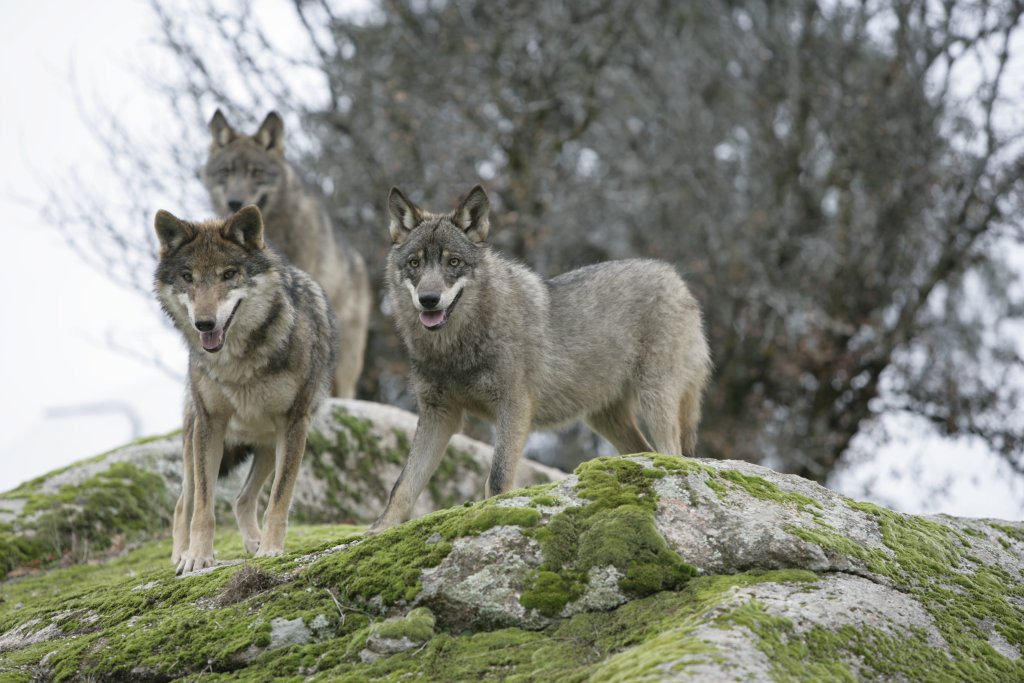
El lobo ibérico es en la actualidad la especie más emblemática de la sierra de la Culebra.

### Flora
Durante el siglo XVIII existían en la sierra extensos bosques de castaños y de robles, por lo que estas han de ser consideradas como especies autóctonas. Debido a un intenso y descontrolado abuso de la tala la sierra fue progresivamente deforestada. En la actualidad, y debido a la intensa repoblación forestal iniciada a mediados del siglo XX, más de la mitad de la superficie de este espacio natural está ocupada por masas repobladas de coníferas. De esta manera, el  pino resinero o negral es la especie dominante, pudiéndose encontrar poblaciones maduras de más de cincuenta años. A él se unen el pino silvestre o albar, cuya masa principal se encuentra en El Casal de Tábara.
Muy degradado, formando masas discontinuas y con un cortejo florístico muy empobrecido se encuentra el encinar, que sin embargo presenta un extraordinario valor, como el situado en la solana de la Peña del Cuervo, donde junto a la encina aparecen el alcornoque y el madroño, como estrato arbóreo y en el arbustivo olivillas, madroños, retamas, escobones, tomillos, cantuesos, jaras, brezos. El rebollo es otra de las especies arbóreas que conviven con el pinar, formando bosques de menor extensión, a excepción de los rebollares del Barco y Rabomalo, refugiadas en los canchales, y que presentan un escaso estrato arbustivo y herbáceo configurado por brezos (Erica aragonensis, Erica arborea), jaguarzos, codesos y carqueixas. Además, también destaca la presencia del alcornocal (llamado zofrero en la zona), los castañares, y, en menor medida, los madroñales (como el de Sarracín y Cabañas) y los quejigares (quejigos). Cabe destacar la presencia de alisedas a lo largo de ríos y arroyos, como la del río Valdalla, el Manzanas o el arroyo Cabrón, o salgueiras (sauces), fresnedas (como la del arroyo Moratones) y choperas.
El sotobosque es escaso, debido a la gran densidad y escasa iluminación. Sin embargo, en la mayoría de los casos, llevan asociado un escaso nanobrezal de quiruela, brezo y carquesa.
Gran importancia adquieren los matorrales, bien sean de ericáceas, que se desarrollan en zonas que potencialmente corresponderían a rebollo y donde la especie más común es la quiruela, o de cistáceas, en las que domina la jara común y el romero, ocupando preferentemente zonas en las que las correspondería un encinar, junto a los de leguminosas donde destacan tres tipos: los escobonales de Cytisus scoparius o Cytisus striatus, los cambronales con Echinospartum lusitanicum más Cytisus multiflorus o Genista hystrix y los piornales a base de Cytisus multiflorus junto con Adenocarpus complicatus, cantuesos y tomillos. Mención especial requieren los alcornocales, por su alto valor ecológico, al encontrarse aquí en su límite más septentrional de distribución, el mejor ejemplo es el situado en Cabañas de Aliste, junto con las zonas hidroturbosas, de elevado interés biogeográfico, se trata de pequeños tremedales o zonas pantanosas donde están presentes especies como Erica tetralix, Genista anglica y Genista micrantha, dominando, en unas ocasiones, la Drosera rotundifolia, Rhynchospora alba y Heleocharis multicaulis y en otras la Arnica montana ssp. atlántica.
Desde un punto de vista económico, el brezo tuvo una importancia muy destacable en la zona, sobre todo en la comarca de Tábara, en cuanto que permitió la actividad del carboneo. La jara también tuvo su especial importancia, dado que de ella se obtenía el ládano, resina muy utilizada en la medicina. Las setas también ha supuesto un importante recurso económico para sus habitantes, principalmente los níscalos, las negrillas, las carboneras, los boletos blancos y los boletos negros, surgidos en los pinares. En los robledales se encuentran la  oronja, la chantarela, los boletos reticulatus y los boletos negros. En las praderas son frecuentes el champiñón (Agaricus spp.), la seta de pie azul (Lepista nuda) o la seta de cardo (Pleurotus eryngii). Todas estas setas son comestibles y poseen un alto valor culinario, si bien su recolección está regulada por los ayuntamientos locales. El castaño también ha desempeñado un notable papel en la economía y cultura serrana, en cuanto su fruto fue clave en la alimentación de la zona, habiéndose utilizado para producir un producto sustitutivo del pan, hoy en desuso. En la actualidad, la fiesta del magosto sigue siendo una parte notable de la cultura serrana de esta tierra, en la que tras la recolección de las castañas, los vecinos se reúnen para asarlas y comerlas.

### Fauna
De entre la fauna de la sierra, destaca la presencia de cérvidos, especialmente de corzos y ciervos. De estos, el segundo es el mayor herbívoro de la zona. Su presencia es debida a que esta especie se reintrodujo en 1973, dado que se extinguió a comienzos del siglo XX, siendo esta sierra uno de los lugares de la península ibérica en los que se pueden avistar un importante número de ejemplares. La berrea de estos cérvidos en la época de celo -entre mediados de septiembre y principios de octubre- da lugar a uno de los más interesantes acontecimiento faunísticos de la sierra, producida por el sonido gutural que emiten los machos en celo y que es una de las mayores manifestaciones de la naturaleza de esta sierra en estado salvaje. Junto a éstos, el jabalí es otro de los grandes mamíferos que comparten este extenso hábitat.
El lobo ibérico se ha convertido en el emblema de la sierra de la Culebra. Aunque su población sigue siendo minoritaria en los montes, su presencia representa una de las mayores densidades de esta especie en la península ibérica y de la Europa Occidental y anualmente se autoriza la caza de un cierto número de ejemplares para mantener su población. Además, en los últimos años se ha detectado la presencia del lince ibérico en la sierra, dato que refuerza los valores medioambientales de este territorio.
Junto a los anteriores, también existen otros mamíferos de menor porte que, por sus costumbres nocturnas o de supervivencia, son más difíciles de ver, entre los que cabe destacar a las jinetas, las garduñas, los tejones, o los conejos y liebres, entre una innumerable variedad de especies.
Las repoblaciones de pinos realizadas en los años 1950 han dado lugar a la existencia de nuevos hábitats que han favorecido la colonización de nuevas especies adaptadas a vivir y explotar los recursos que les proporcionan estos nuevos bosques. Un claro ejemplo de ello son el carbonero garrapinos, el herrerillo capuchino y el curioso piquituerto, que pueden anidar en las copas de los pinos. En las zonas rocosas se puede observar la presencia del pequeño roquero solitario y del roquero rojo. Mientras que en las zonas en las que predomina el matorral y el pastizal, abunda la presencia de la cogujada montesina. También es frecuente la presencia de rapaces, como el águila real, el halcón peregrino, del aguilucho cenizo, o las nocturnas, como el búho real o el búho chico. Por último, la sierra también es el hábitat de varias especies de murciélagos, así como de especies más comunes como las perdices, palomas y tórtolas.
Entre los reptiles cabe mencionar la presencia del lagarto ocelado, del lagarto verdinegro, la víbora hocicuda, la culebra de escalera, la culebra bastarda y la culebra lisa europea. Entre los anfibios, destaca la presencia del
sapillo pintojo. En el medio acuático, formado por la extensa red de ríos y arroyos que atraviesan la sierra, destacan la nutria y algunos tipos de peces como el calandino o la bermejuela.
La variedad y abundancia de las especies presentes en la sierra de la Culebra permite indicar que este extenso hábitat es por sí mismo uno de paraísos faunísticos más relevantes de la península ibérica y uno de los mayores contribuidores de su biodiversidad.

### Espacios protegidos
La sierra de la Culebra ocupa una superficie total aproximada de 70 000 ha, de las que 61 305 ha han sido declaradas LIC y 67 340 ha han sido declaradas reserva nacional de caza en 1973, reconvertida en reserva regional de caza desde 1996. También forma parte del «Plan de Espacios Naturales Protegidos de Castilla y León» desde la promulgación de la «Ley 8/1991, de Espacios Naturales de Castilla y León», aprobada por las Cortes de Castilla y León el 30 de abril de 1991.

## Historia
Las primeras huellas de presencia humana se remontan a la Edad del Bronce, época a la que se han asociado las muestras de arte esquemático de la Covacha del Portillón y El Canchal de Melendro, ambas situadas en la localidad de Linarejos y en la actualidad catalogadas como bienes de interés cultural en la categoría de arte rupestre.

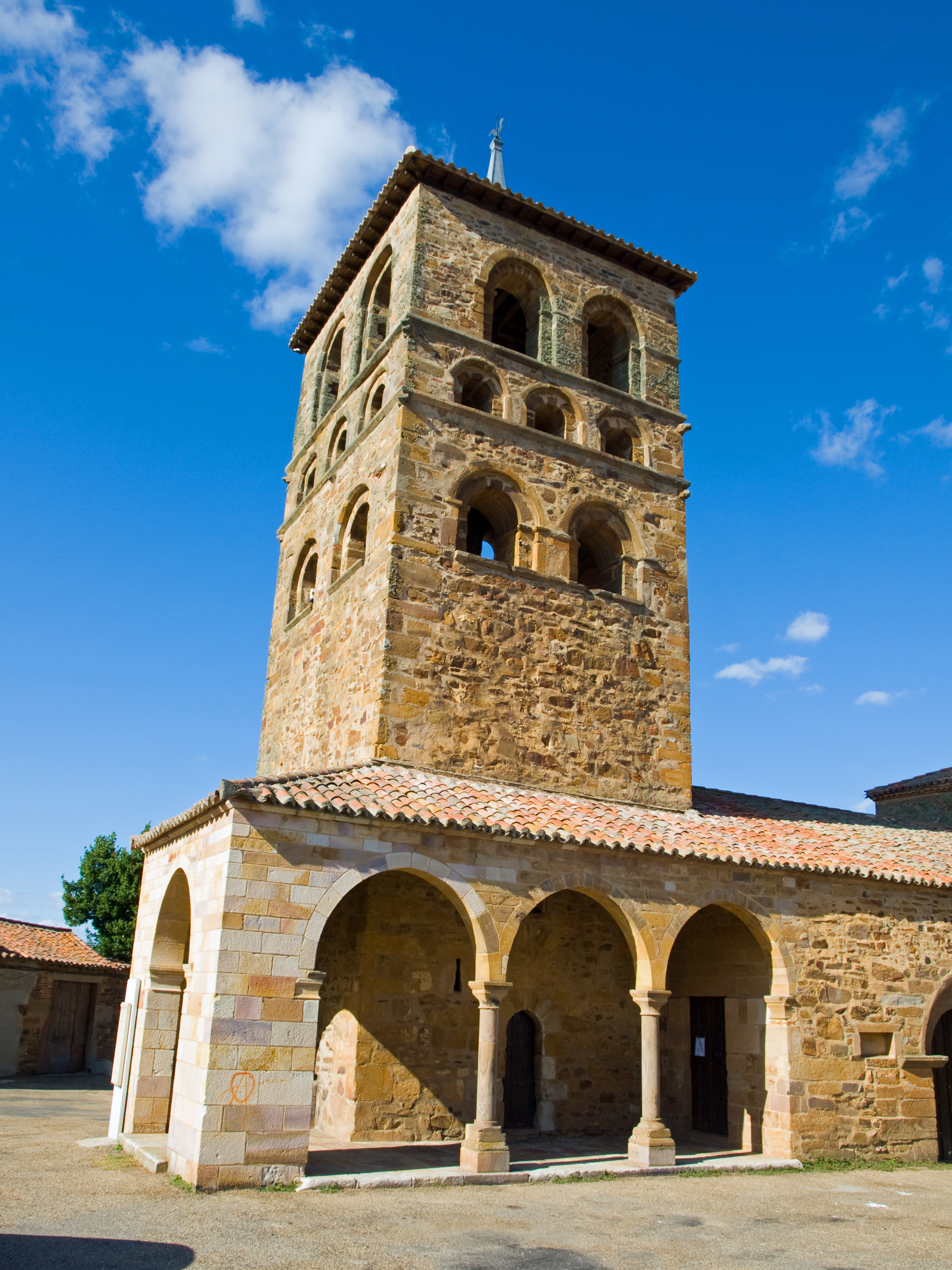
La torre de la iglesia de Santa María (Tábara) fue parte del afamado monasterio de San Salvador de Tábara y sede del scriptorium en el que sus monjes ilustraron el valioso Beato de Tábara. En la actualidad es uno de los ejemplos más notables del arte románico.

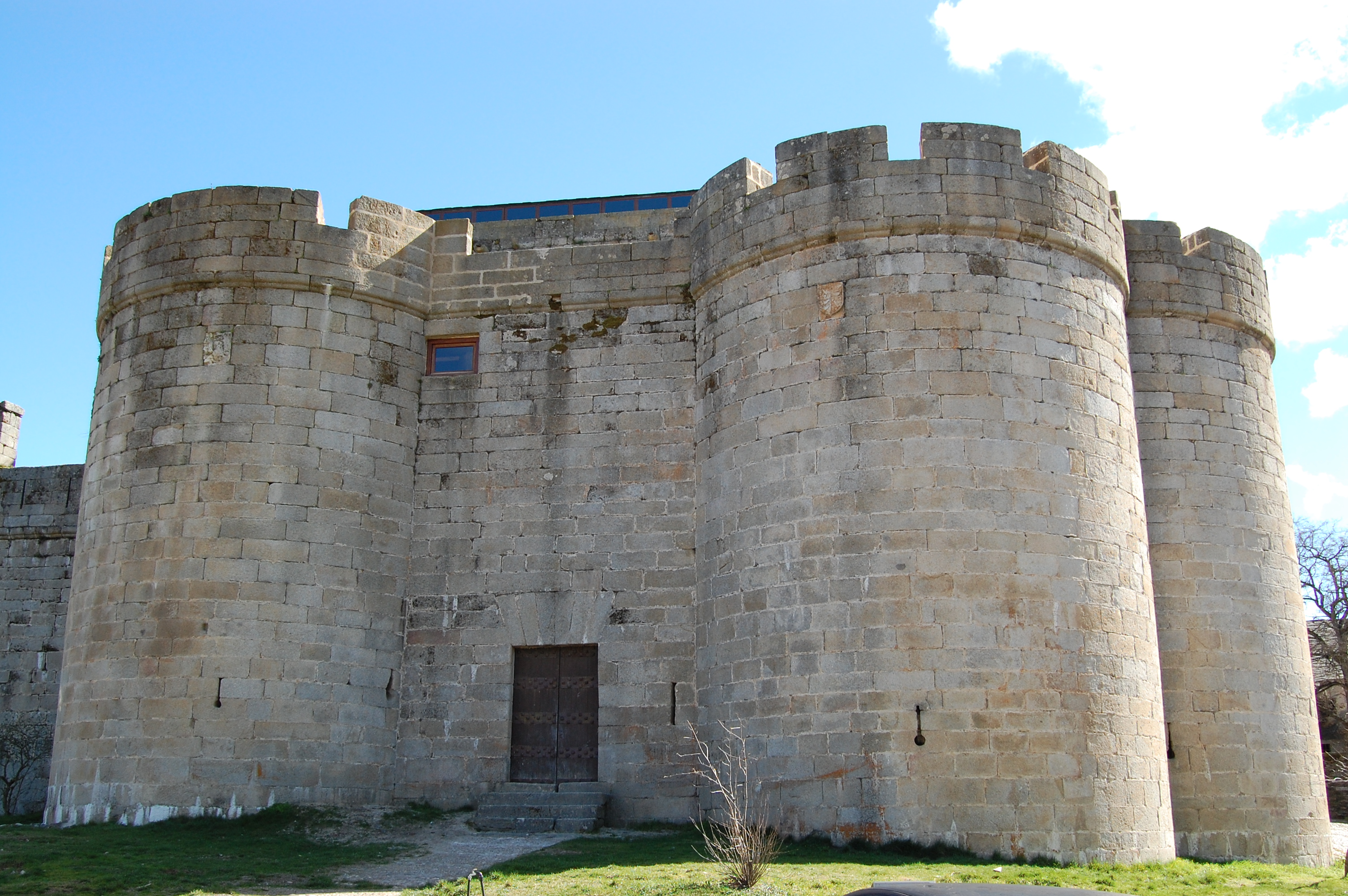
El castillo de los Condes de Benavente fue la edificación militar defensiva más importante de este territorio. Construido a mediados del con la finalidad de afianzar la frontera con Portugal, es en la actualidad un referente cultural y turístico de la sierra.

Durante la Edad del Hierro se produjeron diversos asentamientos vinculados a la extracción del hierro. En la actualidad, todavía se pueden encontrar restos de aquella actividad metalúrgica que incluso dio nombre a algunas de las localidades de la sierra (Ferreras de Abajo, Ferreras de Arriba, Ferreruela y San Pedro de las Herrerías) y de algunos de sus parajes.
Los castros son otro de los testimonios históricos que delatan la presencia del hombre en esta sierra. Su presencia ha sido constatada, y es visible en la actualidad, en las localidades de Riomanzanas, Ferreras de Arriba, Ferreras de Abajo y Villardeciervos, entre otras. Se trata de poblados fortificados, localizados en las cumbres de la sierra y adscritos al pueblo de los astures. La vida de estos asentamientos giraba en torno a la actividad ganadera, junto a otras como la fundición del hierro y a la obtención de carbón de leña.
De la época romana perduran los restos de la calzada romana que unía Braga y Astorga (Vía XVII), que principalmente tenía una finalidad de uso militar. De esta época sería la villa romana de Veniatia, ubicada por algunos autores junto al portillo de San Pedro, cerca de San Pedro de las Herrerías.
De la Edad Media son dos las muestras notables del arte románico: las iglesias de Santa María, en Tábara y la de Santa María del Azogue, en Puebla de Sanabria). La torre de la iglesia de Santa María es parte de lo que en aquella época era el monasterio de San Salvador de Tábara, sede de scriptorium en el que sus monjes ilustraron el valioso Beato de Tábara. A finales del periodo medieval (mediados del siglo XV) se construyó en Puebla la edificación militar defensiva más importante de este territorio, el denominado castillo de los Condes de Benavente, con el que se pretendía afianzar la frontera con Portugal y que en la actualidad sirve para fines culturales y turísticos.
Los siglos posteriores muestran la transformación de este espacio natural, principalmente de la mano de la actividad ganadera y en menor medida de la agricultura, junto con otras actividades que también influyeron en su dinamismo, como fueron el contrabando, especialmente patente en algunas localidades como Villardeciervos, y del comercio, como la figura de los arrieros, que además fueron un vehículo de transmisión cultural con otras zonas del territorio español.
La mayor transformación de este espacio se produjo a partir de mediados del siglo XX, a raíz de la intensiva repoblación forestal de la sierra que provocó un notable cambio de su paisaje y un nuevo recurso económico para muchas familias. Además, y de manera paralela, también tuvo una notable repercusión la construcción de vía férrea entre Zamora y Puebla de Sanabria. La década de los sesenta y setenta, como en el resto de la España rural, vino dominada por la tónica del éxodo rural, lo que produjo una notable despoblación de los pueblos de la sierra.
De especial importancia para dinámica social y económica de este territorio fue la declaración, en 1973, de la sierra de la Culebra como Reserva Nacional de Caza, que conllevó que se procediera a reintroducir en la zona diversas especies faunísticas, como el ciervo, y se desarrollaran diversas políticas de gestión forestal, caza y pesca, así como de conservación del entorno.
Como consecuencia, la sierra de la Culebra es en la actualidad un notable foco de atención nacional e internacional por ser uno de los territorios con mayor densidad de población de lobos, así como por las numerosas actividades que en ella se desarrollan en relación con el turismo (manifestaciones etnográficas, gastronomía…), la caza mayor, la pesca, el deporte, o la recolección regulada de setas o castañas. Todo ello le ha conferido a este espacio natural un valor añadido excepcional que lo diferencia de otros espacios naturales y zonas rurales, dotándolo de un dinamismo y de una proyección de dimensiones incuestionables.

### Incendios en 2022

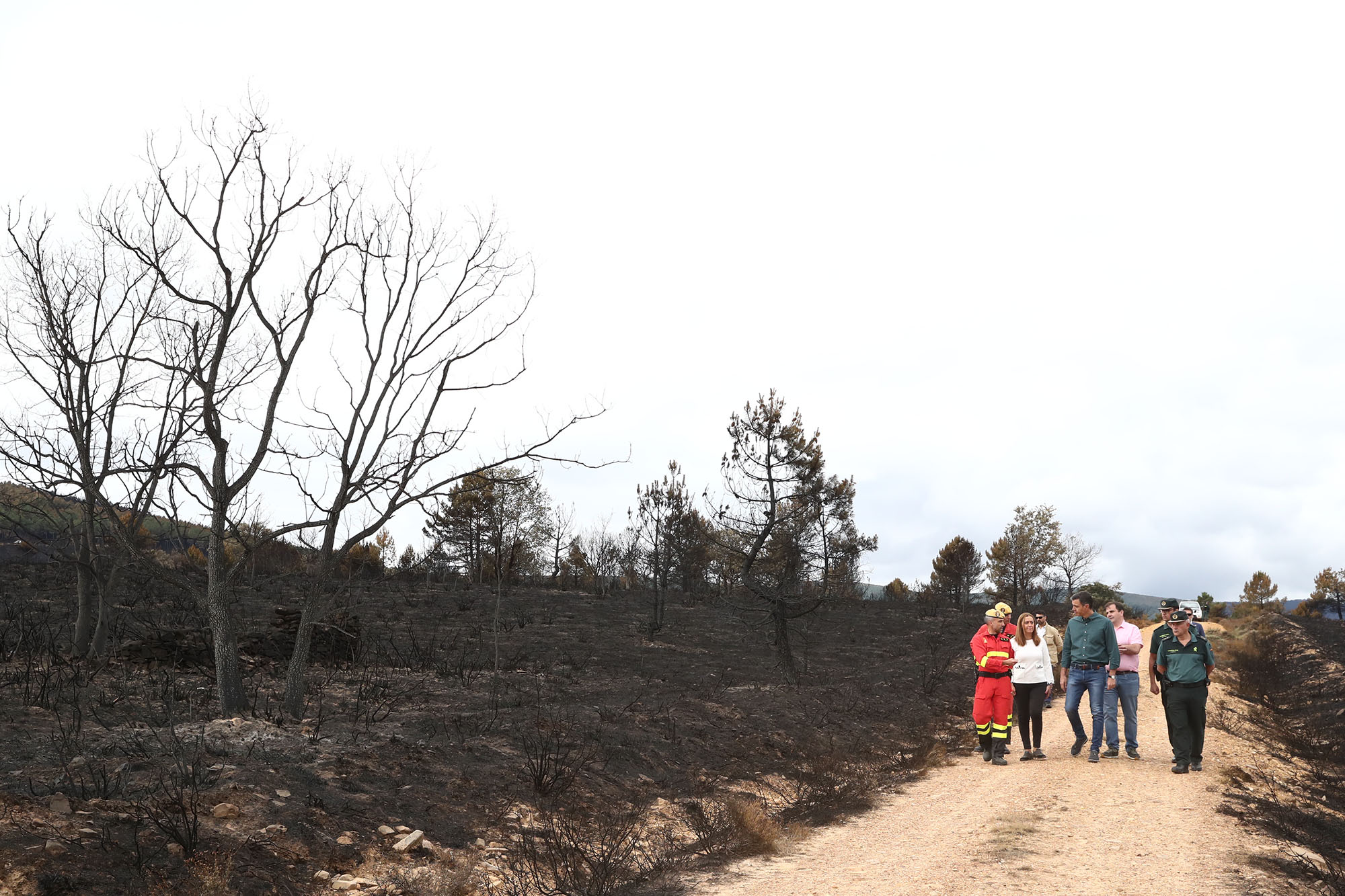
Restos de vegetación calcinada tras el incendio de junio de 2022

En junio el día 15 se originó un incendio debido a una tormenta eléctrica en una ola de calor. El incendio se extendió hasta el día 26 quemando más de 25.000 ha en la sierra, si bien otras fuentes elevan la cifra por encima de 30.000 ha y afectando principalmente a los municipios de Ferreras de Arriba, Riofrío de Aliste y Ferreras de Abajo.
En julio el día 17 se vuelve a originar un fuego en plena ola de calor, tras 6 días baja a nivel 1 de peligrosidad el día 22 de julio. Debido al incendio se producen dos fallecimientos, un ganadero y un brigadista, se estima que se han quemado más de 36.000 ha, afectando principalmente a Losacio, lugar en el que se originó, Tábara, Litos, Sarracín de Aliste, Ferreras de Abajo, Melgar de Tera y Calzadilla de Tera.

## Demografía
La sierra de la Culebra está repartida entre doce municipios zamoranos pertenecientes a cuatro de las comarcas tradicionales de la provincia. El conjunto de municipios suma aproximadamente 6200 habitantes e incluye un total de cuarenta y cinco localidades, de las que cuarenta y una se encuentran asentadas en esta sierra. Las localidades que la administración no considera incluidas son Castellanos, Gallegos del Campo y Moldones, la primera perteneciente al municipio de Puebla de Sanabria y las dos últimas al de Figueruela de Arriba. Además, se da el caso de la desaparición durante el siglo XX de la localidad de Manzanal de Abajo, anegada tras la construcción del embalse de Valparaíso.
Esta serranía es una de las zonas más despobladas de la provincia de Zamora, a lo que hay que añadir sus crecientes índices de envejecimiento, sus decrecientes índices de natalidad y una importante dispersión poblacional. Puebla de Sanabria es el mayor núcleo de población de toda la sierra, con una población cercana a los 1500 habitantes. Las demás localidades no alcanzan siquiera los 1000 vecinos, siendo Tábara, Riofrío de Aliste y Ferreras de Abajo las siguientes en número de habitantes.
| Municipio               | Superficie | Habitantes | Pueblos |
| ----------------------- | ---------- | ---------- | --- |
| Pedralba de la Pradería | 105,11     | 261        | Calabor, Lobeznos, Pedralba de la Pradería, Rihonor de Castilla y Santa Cruz de Abranes                                                     |
| Puebla de Sanabria      | 81,39      | 1432       | Castellanos, Puebla de Sanabria, Robledo y Ungilde                                                                                          |
| Ferreras de Abajo       | 88,15      | 537        | Ferreras de Abajo y Litos |
| Ferreras de Arriba      | 47,99      | 396        | Ferreras de Arriba y Villanueva de Valrojo                                                                                                  |
| Ferreruela              | 94,27      | 498        | Escober de Tábara, Ferreruela y Sesnández de Tábara                                                                                         |
| Tábara                  | 112,68     | 787        | Tábara |
| Manzanal de Arriba      | 130,16     | 366        | Codesal, Folgoso de la Carballeda, Linarejos, Manzanal de Arriba, Pedroso de la Carballeda, Sagallos, Sandin y Santa Cruz de los Cuérragos. |
| Otero de Bodas          | 49,94      | 175        | Otero de Bodas, Val de Santa María. |
| Villardeciervos         | 85,55      | 429        | Cional, Manzanal de Abajo y Villardeciervos.                                                                                                |
| Figueruela de Arriba    | 153,17     | 357        | Figueruela de Abajo, Figueruela de Arriba, Flechas, Gallegos del Campo, Moldones, Riomanzanas y Villarino de Manzanas                       |
| Mahíde                  | 108,87     | 334        | Boya, Las Torres de Aliste, Mahíde, Pobladura de Aliste, y San Pedro de las Herrerías                                                       |
| Riofrío de Aliste       | 111,37     | 701        | Abejera, Cabañas de Aliste, Riofrío de Aliste y Sarracín de Aliste                                                                          |

## Economía

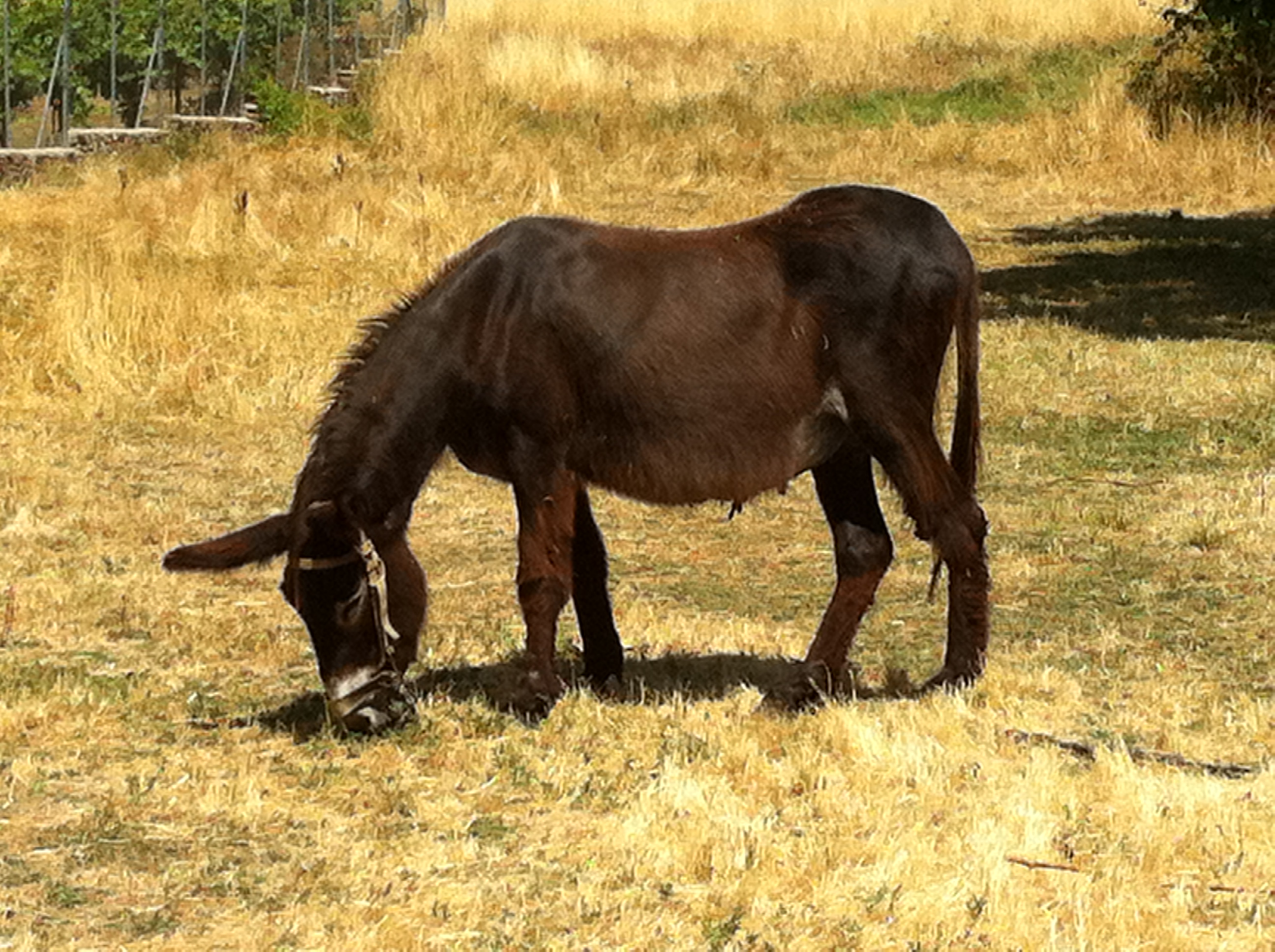
El asno zamorano-leonés y la raza vacuna alistana-sanabresa son dos ejemplos de razas autóctonas de esta tierras, surgidas por su notable adaptación al medio y a las actividades económicas que tradicionalmente se desarrollaron en la sierra.

Las actividades económicas de la sierra han estado tradicionalmente vinculadas a la agricultura y especialmente a la ganadería. El aprovechamiento de los recursos naturales de la zona ha dado lugar a la existencia de dos razas autóctonas que han pervivido hasta nuestros días, siendo en la actualidad todo un símbolo de este territorio, como son la raza vacuna Alistana-Sanabresa y la asnal zamorano-leonesa. La primera de ellas se encuentra en la actualidad amparada por la marca de garantía “Ternera de Aliste”, producida y comercializada bajo estrictos controles de calidad, habiéndose convertido en uno de los potenciales motores de desarrollo económico de esta tierra. La segunda, la raza asnal zamorano-leonesa, de singular belleza por su porte y apariencia, es una muestra de la notable adaptación de esta raza al medio, habiendo dado lugar a la existencia de ejemplares únicos por su resistencia, valores por los que las distintas administraciones han propiciado su cría y mejora genética.

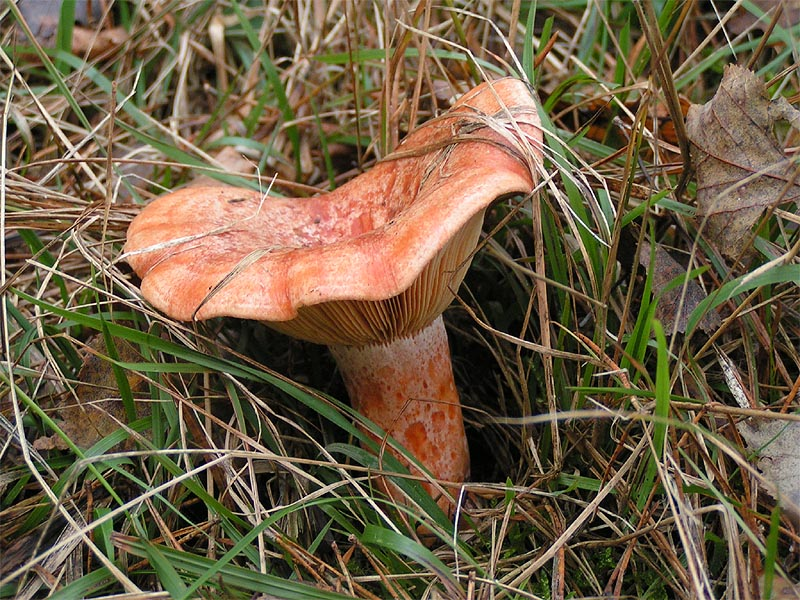
El níscalo es uno de los hongos más populares de la sierra, debido a su abundante presencia en sus pinares y bosques mixtos. Su seta, o cuerpo fructífero, aflora en otoño y es muy apreciada en gastronomía. Esta especie, y otras comestibles, han generado en las últimas décadas un notable turismo micológico en la sierra.

La sierra aporta una amplia variedad de productos naturales -castañas, moras, setas, nueces, endrinos...- de los que los habitantes y oriundos extraen rendimiento en mayor o menor medida. La apicultura es uno de los oficios tradicionales de la sierra, en cuanto espacio natural regado por aguas cristalinas y variedades de flores silvestres de las que se alimentan las abejas, entre ellas el brezo, cantueso, castaño, cerezo silvestre, espino blanco, jara, manzano, rosal, tomillo o zarza. La amplia tradición apícola ha llevado a que se haya proyectado la construcción de un centro de interpretación de la miel "El Colmenar" que estará ubicado en Sagallos, localidad aneja del municipio de Manzanal de Arriba, con el que se pretende revalorizar los recursos apícolas, así como la creación de un espacio singular y multifuncional de referencia en la sierra.
Junto a estas actividades, existieron otras que el progreso y la despoblación han ido dejando en ocasiones en el olvido, pero que en su día fueron un notable motor de desarrollo económico de la sierra. Entre ellos destacan los oficios de los artesanos, los carboneros, los arrieros e incluso los contrabandistas, junto con otras actividades ocasionales o temporales de aquellos que vinieron a estas tierras para la repoblación forestal, la construcción de las líneas de ferrocarril o de los embalses de las estribaciones de la sierra.
Además, la cercanía de Portugal también aportó y aporta un notable valor añadido, no solo por la histórica actividad del contrabando, sino también por el impulso de determinadas actividades económicas y el consiguiente intercambio cultural, desdibujando en ocasiones una realidad administrativa. En el plano económico, es frecuente que las almazaras portuguesas prensen las aceitunas alistanas que luego retornan como aceite.
El turismo es en las últimas décadas uno de los principales focos de atención de la actividad económica de la sierra. De la mano de este sector han ido surgiendo actividades que se han centrado en las posibilidades que ofrece la sierra, entre ellas la caza, la pesca, los deportes náuticos, el ecoturismo, la micología, el turismo activo y el turismo rural en general. En los últimos años han surgido nuevas empresas que realizan actividades relacionadas con la fauna (avistamiento de aves, rastreo u observación), educación ambiental y de aventura (senderismo, BTT, rápel o escalada).
Actualmente se está promoviendo la construcción del “centro del lobo ibérico” en la localidad de Robledo, anejo de Puebla de Sanabria. La construcción de este centro de interpretación, en un área que tiene proyección internacional, pretende ser un revulsivo para esta pequeña localidad, ya que en la actualidad cuenta con un censo de población de cuarenta personas y en la que ya se han dejado de practicar las actividades tradicionales de la ganadería y la agricultura. Además, la elevación de la sierra y su escasa contaminación lumínica ha llevado a que se haya promovido un novedoso proyecto, consistente en la construcción de un observatorio astronómico en el paraje del "Gestil", situado al norte de Mahíde.

## Patrimonio

### Bienes de interés cultural

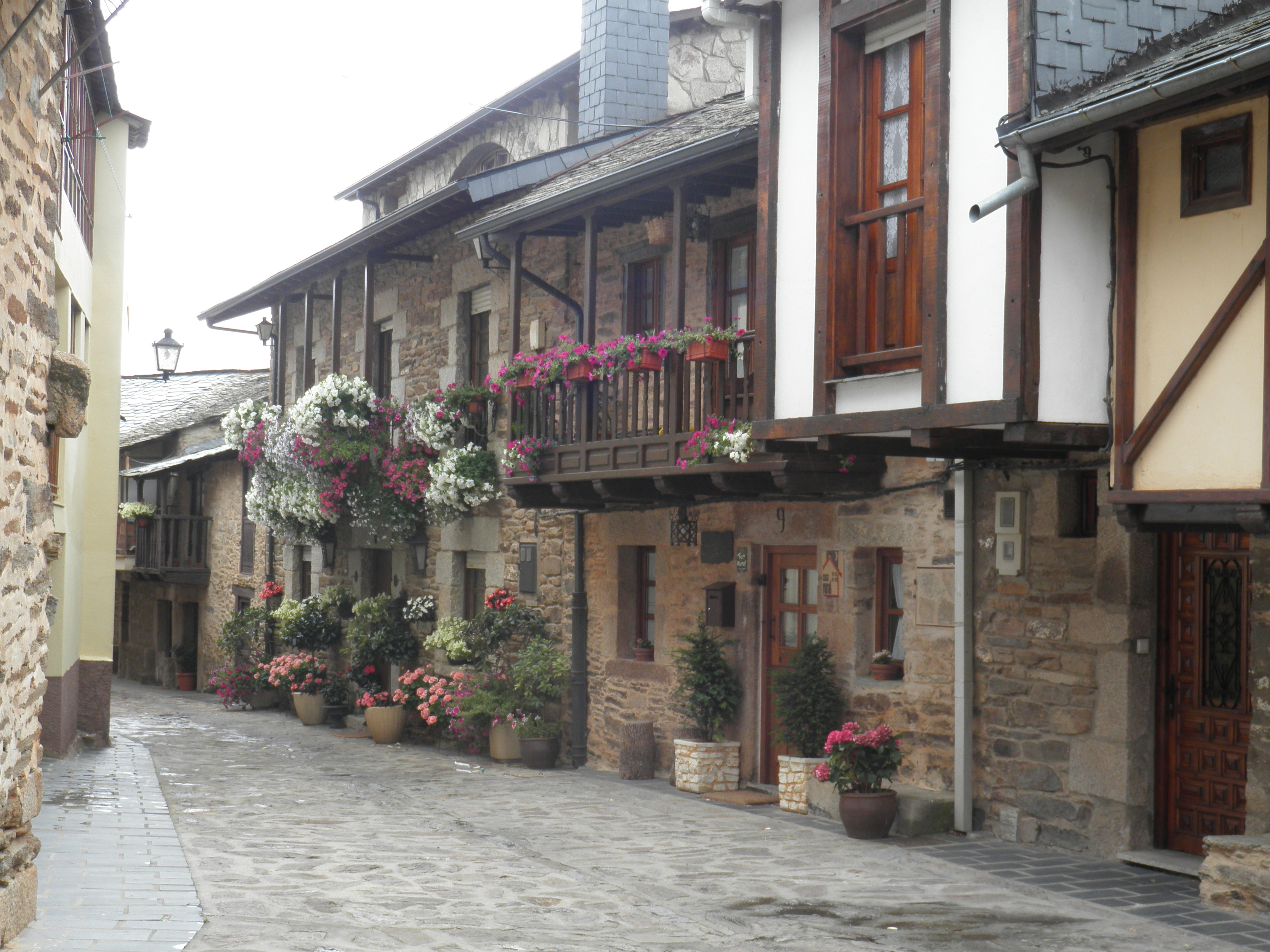
Panorámica de una de las calles de Puebla de Sanabria. Esta localidad y la de Villardeciervos son dos claros ejemplos en la conservación de su conjunto urbano, motivo por el que la primera ha sido declarada bien de interés cultural en la categoría de conjunto histórico y la segunda, Villardeciervos, está en trámites de declaración.

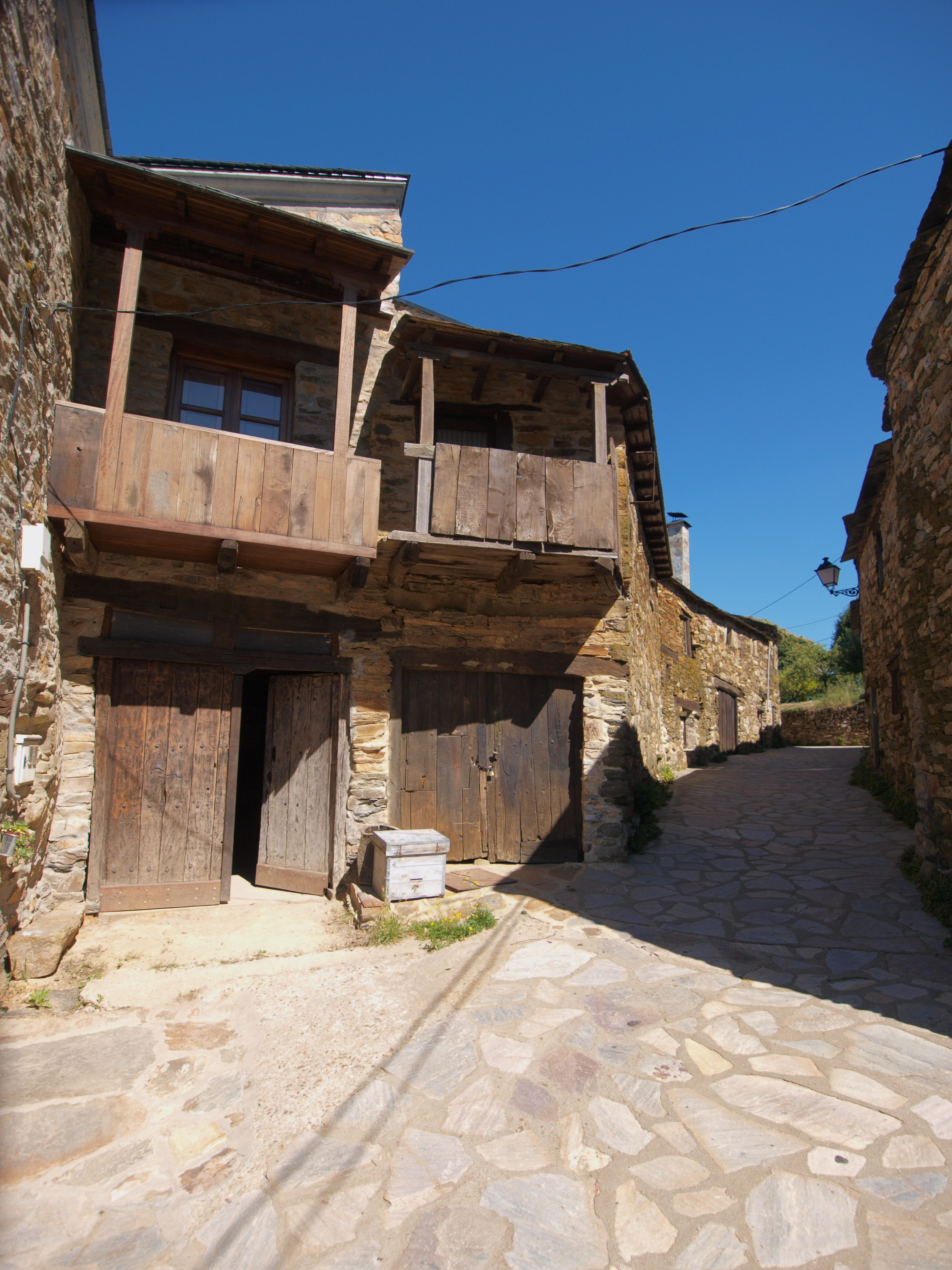
Panorámica de una de las calles de Santa Cruz de los Cuérragos. El casco urbano de esta pequeña localidad ha sido declarado conjunto etnológico en 2008, al ser un claro ejemplo de conservación de la arquitectura tradicional, vinculada por algunos a la herencia de la cultura castreña.

La sierra de la Culebra tiene un marcado valor ecológico y natural, pero también conserva un notable carácter histórico y cultural. En esta serranía se atesoran diez bienes reconocidos como de interés cultural, la máxima categoría de protección establecida en la legislación. De entre ellos destaca el conjunto histórico de las villas de Puebla de Sanabria y Villardeciervos, además del conjunto etnográfico de Santa Cruz de los Cuérragos.
Cabe destacar el conjunto urbano de Puebla de Sanabria, resultado de las múltiples intervenciones a las que se ha visto abocada esta población durante su devenir histórico. Su extremo norte conserva las principales edificaciones, reflejo de su antiguo poder civil, militar y eclesiástico. Su recinto urbano se encuentra limitado por estructuras defensivas de la época medieval que fueron modificadas y reforzadas a partir del siglo XVII. En su interior se conservan dos núcleos diferenciadas, “La Villa” y “El Arrabal””, ambos separadas por una vaguada natural. Existió un primer núcleo amurallado, posteriormente ampliado, en el que se construyen los edificios más nobles y significativos, como el castillo de los Condes de Benavente —edificación de la que destaca su torre del homenaje, popularmente denominada “Torre del Macho”—, la iglesia de Santa María del Azogue, la barroca y señorial ermita de San Cayetano y la más humilde Casa Consistorial. La posterior ampliación hacia el sur de este primer recinto incluyó el denominado Arrabal, en el que destaca como elemento singular un pequeño humilladero correspondiente a la capilla de San Pedro del siglo XVIII.
Villardeciervos, por su parte, se caracteriza por su particular configuración arracimada, distribuida por calles sinuosas delimitadas por edificaciones entre las que predominan las grandes casonas de dos o tres plantas. Estas edificaciones, construidas con sillería o mampostería bien trabada de piedra rojiza de la zona, suelen reservar en su parte posterior un gran espacio que en su día era destinado a la estabulación de animales, de corral o de huerto. Como cerramiento de este último espacio, están las largas y bajas tapias de piedra, sobre las que asoman árboles frutales u ornamentales. Alternando con estas edificaciones, hay otras más modestas que también han sido construidas con la misma piedra y que han sabido mantener el encanto de lo sencillo. Tanto unas como otras edificaciones, se caracterizan por mantener en sus fachadas los característicos voladizos de galerías de madera y los espacios configurados para solanas. Del conjunto de inmuebles, destaca la iglesia parroquial de Nuestra Señora de la Asunción. Este templo, de configuración sencilla, tiene orígenes románicos aunque con posterioridad ha sido reformado. Construido con la piedra rojiza de la zona, tiene como principales características externas la cúpula que a modo de capuchón cubre su estilizada torre y por estar flanqueada por el cementerio.
Santa Cruz de los Cuérragos, localidad pedánea del municipio de Manzanal de Arriba, se encuentra situada en el extremo occidental de la sierra, junto a la frontera con Portugal, en la confluencia de tres comarcas zamoranas de Aliste, Sanabria y La Carballeda, lo que acentúa su carácter fronterizo. Su casco urbano, declarado conjunto etnológico en 2008, se sitúa mirando a Portugal en la falda de “Peña Castillo”, lo que ha determinado un tipo de arquitectura popular adaptada a las condiciones naturales, a los usos y aprovechamientos tradicionales y a los materiales predominantes en la zona, como la piedra, pizarra y madera. De esta forma, su casco urbano es un caso especial de conservación que ha sido vinculado con la cultura castreña, al contar con un marcado carácter primitivo. Las viviendas, generalmente de dos pisos, están construidas en piedra con tejado de pizarra y cuentan con balcones o corredores de madera. La planta de calle solía destinarse a cuadra y la superior a vivienda, con acceso a la última con una escalera interior de piedra. Uno de los elementos más característicos de esta arquitectura son las chimeneas, a las que se denomina "candongas", por contar con una cubierta de chapa en forma cónica y móvil, con una sola abertura y una veleta que facilita la salida del humo. De su arquitectura popular, destacan la iglesia de la Santa Cruz y el “puente de los Infiernos” —que atraviesa el río Manzanas—, junto con las numerosas fuentes, pilones y los cercados de piedra que delimitan huertas, prados y fincas en general.
Existen además, cuatro bienes de interés cultural en la categoría de monumento. Tres de ellos situados en Puebla de Sanabria (el castillo de los Condes de Benavente, la iglesia de Santa María del Azogue y el ayuntamiento) y otro en Tábara (la iglesia de Santa María). Junto a los anteriores, hay que añadir el yacimiento arqueológico del castro de Riomanzanas y las muestras de arte rupestre de la covacha del Portillón y el canchal de Melendro, ambos situados en la localidad de Linarejos.

### Otros bienes de interés
La sierra ejerce en este territorio como eje transversal, aunando los distintos municipios y comarcas que integran este espacio natural, de forma que se percibe de sus habitantes un fuerte sentimiento de identidad por pertenecer a una misma unidad geográfica. Este hecho es constatable también en su arquitectura popular.
La vivienda tradicional es fruto de una adaptación histórica a las necesidades agrícolas y ganaderas de sus moradores. Son edificaciones construidas con gruesos muros de piedra, en dos plantas y rematadas con una cubierta de pizarra. La planta de calle se destinaba principalmente a la estabulación del ganado y la primera planta de vivienda. Sus ventanas son de moderado tamaño, en busca de la luz natural, pero sin olvidar que tenían que proteger del frío que había durante buena parte del año. En ellas destaca la existencia generalizada de galerías o balconadas de madera que tenían, entre otras finalidades, la de permitir secar los productos del campo. Las chimeneas son de considerable tamaño, y suelen venir rematadas por la “candonga”, una veleta que al girar facilitaba la salida del humo a favor del viento. Otra de las características comunes es la reproducción de diversos símbolos protectores, generalmente cruces, en diversos puntos de las viviendas, principalmente puertas, forjas o molduras.
La arquitectura popular también tiene ejemplos visibles fuera del casco urbano, adaptándose de forma práctica y sencilla al relieve de esta serranía. Así, en los valles son frecuentes los palomares —tanto de planta cuadrada como redonda e incluso de herradura— y las corralas o corrales por lo general en las zonas de mayor cota. Estos últimos fueron ideados con la finalidad de proteger al ganado, no sólo de las inclemencias meteorológicas, sino también de las incursiones de las manadas de lobos. Las corralas son recintos generalmente agrupados, cerrados con valla de piedra y, en general, con cubierta de brezo y retama. Aún perduran en algunas localidades, siendo los más destacables los de Sesnández de Tábara, Ferreras de Arriba y Cabañas de Aliste. Además, es frecuente la presencia de colmenares por doquier, facilitando que las abejas realicen su función polinizadora de plantas y la producción de la afamada miel de brezo que durante siglos se ha venido elaborando de forma artesanal en esta serranía.
Algunos de los oficios necesitaron la construcción de ingenios con los que facilitar la actividad de sus distintas labores. Así surgieron los innumerables molinos y batanes que durante siglos aprovecharon la fuerza de la corriente de los ríos y arroyos de esta serranía. También es frecuente la existencia de pequeños edificios construidos para su destino a lagares de cera, especialmente en Sagallos y Robledo, o de las fraguas, en las que fabricaban artesanalmente los aperos de labranza o utensilios para el hogar.
Otras muestras del patrimonio tradicional son los frecuentes puentes y pontones construidos en piedra —en ocasiones de gran tamaño— y frecuentemente reforzados para resistir las embestidas de las aguas recrecidas en primavera. Por último, llama la atención la presencia de las denominadas cortinas, término con el que los habitantes de esta serranía denominan a las fincas que están delimitadas por grandes lajas de pizarra hincadas en el terreno.